# Fachassistent Lohn und Gehalt
Mit der Fortbildungsprüfung zum Fachassistenten Lohn und Gehalt (FALG) nach § 54 BBiG können Steuerfachangestellte und weitere Beschäftigte der Steuerberatungskanzleien den Nachweis führen, dass sie durch berufliche Fortbildung zusätzliche berufsbezogene Kenntnisse und Fertigkeiten im Bereich der Lohn- und Gehaltsabrechnung erworben haben. Seit Oktober 2019 kann eine weitere Fortbildungsprüfung zum Fachassistent Rechnungswesen und Controlling abgelegt werden. Ab April 2021 wird der Fachassistent Land- und Forstwirtschaft angeboten. Damit wird das staatliche Fortbildungsprüfungsangebot der Steuerberaterkammern neben der Fortbildung zum Steuerfachwirt erweitert. Der FALG stellt eine zusätzliche Spezialisierung dar, die mit einer Fortbildungsprüfung vor den Prüfungsausschüssen der Steuerberaterkammern endet.
Der Hintergrund der Einführung des FALG war, dass der Bereich der Lohnsachbearbeitung in den vergangenen Jahren immer komplexer geworden ist und besondere Spezialkenntnisse erfordert, um die steuer- und sozialversicherungsrechtlichen Bearbeitung der Arbeitsverhältnisse bei Mandanten zu schwerpunktmäßig zu optimieren.
Die thematischen Schwerpunkte stellen das Steuerrecht, das Sozialversicherungsrecht, Grundzüge des Arbeitsrechts und weitere wichtige rechtsübergreifende Themen dar.

## Tätigkeitsschwerpunkte
Der Tätigkeitsschwerpunkt liegt in der Entgeltabrechnung. Dies umfasst insbesondere:
- Ermittlung von Freigrenzen und steuerfreien Lohnbestandteilen (z. B. Sonn- und Feiertagszuschläge)
- Durchführung der Lohnsteueranmeldung sowie des Lohnsteuerabzugs
- Berechnung der Sozialversicherungsbeiträge, der Lohnfortzahlung im Krankheitsfall oder der Zuschüsse zum Mutterschaftsgeld, die Höhe von Kurzarbeiter- und Insolvenzgeld
- Bearbeitung von Lohnpfändungen bei Arbeitnehmerinsolvenzen
- Geldwerte Vorteile (Dienstfahrzeuge oder Personalrabatte, vermögensbildende Leistungen, betriebliche Altersvorsorge, Arbeits- und Tarifverträge)

Aus den ermittelten Lohnbestandteilen berechnen FALGs die Bezüge, die Steuer- und Sozialversicherungsabgaben. Außer zu Mandanten, haben sie z. B. Kontakt zu Sozial-, Unfall- und Krankenversicherungsträgern, Berufsgenossenschaften oder Arbeitsagenturen.

## Zulassungsvoraussetzungen
Die Zulassung zur Fortbildungsprüfung zum FALG ist unter folgenden Voraussetzungen möglich:
- Nach einer erfolgreich abgelegten Prüfung zum/zur Steuerfachangestellten: Mindestens einjährige hauptberufliche praktische Tätigkeit bei einem Steuerberater, Steuerbevollmächtigten, Wirtschaftsprüfer, vereidigten Buchprüfer, Rechtsanwalt, einer Steuerberatungsgesellschaft, Wirtschaftsprüfungsgesellschaft, Buchprüfungsgesellschaft, Rechtsanwaltsgesellschaft oder Landwirtschaftlichen Buchstelle
- Nach erfolgreichem Abschluss einer gleichwertigen Berufsausbildung (z. B. Rechtsanwaltsfachangestellter, Bankkaufmann, Industriekaufmann, Groß- und Außenhandelskaufmann): Mindestens dreijährige hauptberufliche praktische Tätigkeit auf dem Gebiet des Steuer- und Rechnungswesens, davon mindestens zwei Jahre bei einem Steuerberater, Steuerbevollmächtigten, Wirtschaftsprüfer, vereidigten Buchprüfer, einer Steuerberatungsgesellschaft, Wirtschaftsprüfungsgesellschaft oder Buchprüfungsgesellschaft
- Wer keine gleichwertige Berufsausbildung nachweisen kann: Mindestens fünfjährige hauptberufliche praktische Tätigkeit auf dem Gebiet des Steuer- und Rechnungswesens, davon mindestens drei Jahre bei einem Steuerberater, Steuerbevollmächtigten, Wirtschaftsprüfer, vereidigten Buchprüfer, einer Steuerberatungsgesellschaft, Wirtschaftsprüfungsgesellschaft oder Buchprüfungsgesellschaft

## Prüfungsanforderungen
Die Fortbildungsprüfung zum FALG setzt sich aus einem schriftlichen Teil mit einer Klausurarbeit und einer mündlichen Prüfung zusammen. Im schriftlichen Teil der Prüfung ist die Klausur mit einer Aufgabenstellung aus den folgenden Gebieten zu fertigen:
1. Steuerrecht (ca. 30 % der zu erreichenden Punkte),
2. Sozialversicherungsbeitragsrecht (ca. 30 % der zu erreichenden Punkte),
3. Themenübergreifend (ca. 30 % der zu erreichenden Punkte),
4. Grundzüge des Arbeitsrechts (ca. 10 % der zu erreichenden Punkte).

Die Sachverhalte sind dabei praxisorientiert und anhand grundsätzlich kleinteiliger Aufgabenstellungen zu lösen. Der Fortbildungsprüfung liegt ein einheitlicher Anforderungskatalog zu Grunde.